# Simon Tofield
Simon Tofield, född 1971, är en brittisk illustratör och animerare. Han vann priset British Animation Awards 2008 i kategorin Best Comedy, för kortfilmen Cat-man-do. År 2013 fanns 27 animerade kortfilmer i serien om Simon's Cat, och visst material har också getts ut i bokform och publicerats som seriestrip i tidningen Daily Mirror. Huvudfigur i serien är en hungrig katt som försöker få sin husse att mata honom.
I översättningen Simons katt, har boken gett ut i  Sverige på bokförlaget Brombergs.

## Verk utgivna på svenska
- Tofield, Simon (2009). Simons katt: [i en alldeles egen bok]. Stockholm: Bromberg. Libris 11372509. ISBN 978-91-7337-222-0